# Miss Rio Grande do Norte 2008
Miss Rio Grande do Norte 2008 foi a 52ª edição do tradicional concurso de beleza feminina do Estado, válido para o certame nacional de Miss Brasil 2008, único caminho para o Miss Universo. A competição contou com a participação de vinte candidatas  em busca do título que pertencia à mossoroense Kalline Freire. O evento teve a organização do promotor de eventos senhor Francisco Oliveira  e se realizou no dia 28 de Fevereiro em Natal.

## Resultados

### Colocações
| Posição   | Município e Candidata              |
| Vencedora | - Tibau - Andressa Mello           |
| 2º. Lugar | - Parnamirim - Daliane Menezes     |
| 3º. Lugar | - São João do Sabugi - Liz Rogéria |

1. Houve um Top 8 mas não há informações sobre as candidatas classificadas.

### Prêmio Especial
- O prêmio distribuído pelo concurso neste ano:

| Prêmio        | Município e Candidata      |
| Miss Simpatia | - Caicó - Louize Fernandes |

## Candidatas
Disputaram o título este ano: